# Hipótesis de Janzen–Connell
La hipótesis de Janzen-Connell es una hipótesis bien conocida sobre el mantenimiento de una alta biodiversidad de especies en los trópicos. Fue publicado de forma independiente a principios de la década de 1970 por Daniel Janzen, quien se centró en los árboles tropicales, y Joseph Connell quien analizó los árboles y los invertebrados marinos. Según su hipótesis, los herbívoros, patógenos u otros enemigos naturales específicos del huésped (a veces también denominados depredadores)hacen que las áreas cercanas a un árbol padre (el árbol productor de semillas) sean inhóspitas para la supervivencia de las semillas o las plántulas. A estos enemigos naturales se les denomina "depredadores que responden a la distancia" si matan semillas o plántulas cerca del árbol padre, o "depredadores dependientes de la densidad" si matan semillas o plántulas donde son más abundantes (que normalmente es cerca del árbol padre). Estos depredadores pueden impedir que una especie domine el paisaje, porque si esa especie es demasiado común, habrá pocos lugares seguros donde sus plántulas puedan sobrevivir. Tanto Janzen como Connell propusieron originalmente que para que los enemigos naturales aumenten la diversidad local, deben ser específicos del huésped (también llamados especialistas) y relativamente inmóviles, de modo que reduzcan desproporcionadamente la densidad de las especies de árboles localmente más comunes. Esto evita que alguna especie se vuelva dominante y excluya a otras especies a través de la competencia, permitiendo que más especies coexistan en áreas pequeñas. Esto puede clasificarse como un mecanismo estabilizador.
En particular, los efectos Janzen-Connell proporcionan una ventaja de reclutamiento a los árboles localmente raros, ya que actúan principalmente sobre semillas y plántulas. Estos efectos promueven el establecimiento de especies de árboles raras, pero no hacen nada para garantizar la supervivencia de estas especies después de la germinación.
La hipótesis de Janzen-Connell se ha denominado un caso especial de depredación clave, partición de depredadores o hipótesis de presión de plagas. La hipótesis de la presión de las plagas establece que la diversidad de plantas se mantiene gracias a enemigos naturales especializados. La hipótesis de Janzen-Connell amplía este argumento al afirmar que los enemigos naturales no sólo son especialistas, sino que también responden a la distancia o a la densidad.
Tanto Connell como Janzen, pero particularmente Connell, propusieron que los enemigos naturales tendrán más probabilidades de impedir el dominio competitivo en entornos climáticamente más estables. Esto llevó a ambos autores a predecir que los enemigos naturales contribuyen al gradiente de diversidad latitudinal al promover la coexistencia local de muchas especies en los climas cálidos, estables y altamente productivos de los trópicos húmedos. Esto no niega que los efectos Janzen-Connell también puedan ocurrir en los bosques templados. El cerezo negro es un ejemplo de especie de bosque templado cuyos patrones de crecimiento pueden explicarse mediante la hipótesis de Janzen-Connell.

## Historia

### La hipótesis de Daniel Janzen
Daniel Janzen publicó su hipótesis en 1970 en The American Naturalist bajo el artículo "Herbívoros y el número de especies de árboles en los bosques tropicales". Su hipótesis se basaba en la observación de que en los bosques tropicales (en comparación con los bosques templados), había pocos árboles adultos nuevos en las inmediaciones de su árbol padre. Explicó la baja densidad de árboles tropicales y la falta de "agrupamiento" de tipos de árboles alrededor de los árboles padres por dos razones: (1) el número de semillas disminuye con la distancia del árbol padre y (2) el árbol adulto, sus semillas y plántulas son una fuente de alimento para parásitos y enfermedades específicos del huésped. Utilizando sus observaciones, Janzen creó un modelo que demuestra la probabilidad de maduración de una semilla o la supervivencia de una plántula en función de la distancia desde el árbol padre (así como el recuento total de semillas, el mecanismo de dispersión y la actividad depredadora).

### Hipótesis de Joseph Connell
Joseph Connell publicó su hipótesis en 1970 en Dinámica de poblaciones. A diferencia de Janzen, Connell sugirió la realización de experimentos que se enfocaron en la predicción fundamental de que la eliminación de depredadores específicos del huésped resultaría en una reducción de la diversidad. Esto ocurriría a medida que las especies de árboles con mayor capacidad de establecimiento o competitividad formaran comunidades de plántulas y árboles jóvenes con baja diversidad, donde el dominio se concentraría en un número limitado de especies.
Formuló su hipótesis a través de observaciones en Queensland, Australia. Junto con Jack Greening Tracey y Larry Johnson Webb, cartografió árboles en dos selvas tropicales y observó que las plántulas más pequeñas tendían a aparecer en grupos de una sola especie. Las plántulas más pequeñas también exhibieron una mayor mortalidad, especialmente cuando su vecino más cercano era un individuo de la misma especie. Este patrón disminuyó con el crecimiento y la edad hasta que las plántulas exhibieron una diversidad de patrones similar a la de los adultos. Para reforzar estas observaciones, Connell realizó un experimento que demostró que los árboles adultos tienen un efecto nocivo sobre árboles más pequeños de la misma especie. En otro experimento, Connell descubrió que la depredación previa a la germinación era mayor en semillas cercanas a adultos de la misma especie que en aquellas cercanas a adultos de otras. A través de estas observaciones, Connell sugiere que cada especie de árbol tiene enemigos específicos que lo atacan a él y a cualquiera de sus descendientes que estén cerca del progenitor. Esto resalta la importancia del papel de la depredación para evitar que los árboles formen arboledas de una sola especie, que es probablemente la única forma en que una especie de árbol podría excluir a otras mediante la competencia entre especies.

## Efectos sobre la dinámica forestal

### Dinámica de enfermedades y densidad de árboles
Los patógenos de las plantas siguen la dinámica de las enfermedades infecciosas. La tasa reproductiva básica {\displaystyle (R_{0})} de una enfermedad depende de tres variables tales como:
R0 = βLS
donde β es la tasa de transmisión o infecciosidad de la enfermedad, L es el tiempo promedio de infección del huésped y S es la densidad de la población huésped. Al disminuir cualquiera de las variables, la tasa de reproducción de la enfermedad disminuye. Dado que la dispersión de semillas es tal que la mayor densidad de semillas está alrededor del progenitor y la densidad disminuye con la distancia al progenitor, la tasa de reproducción de una enfermedad que infecta semillas y plántulas será mayor alrededor del progenitor y disminuirá con la distancia. Por lo tanto, es probable que las plántulas cercanas a la planta madre mueran debido a la prevalencia de la enfermedad. Sin embargo, las plántulas más alejadas tienen menos probabilidades de contraer la enfermedad y, por lo tanto, tendrán más posibilidades de convertirse en adultas.

### Herbivoría y densidad de árboles
Los herbívoros especialistas que se alimentan de materia vegetal pueden ser considerados como poseedores de una "tasa de transmisión" entre individuos que se asemeja a la de una enfermedad. La movilidad de los depredadores de los árboles, en particular de los insectos herbívoros, se ve restringida por su capacidad de desplazamiento. En situaciones de alta densidad, donde los individuos se encuentran más próximos, el movimiento entre árboles se facilita, lo que permite una rápida dispersión de los depredadores. En contraste, en áreas con baja densidad arbórea, la dificultad para localizar al siguiente individuo se incrementa, resultando en tasas de transmisión más bajas y, en consecuencia, en una depredación menos especializada.

## Aspectos problemáticos
Numerosos estudios que analizan la hipótesis de Janzen-Connell han evidenciado patrones que la respaldan en diversas especies arbóreas; sin embargo, también existen elementos controvertidos en relación con esta hipótesis.
1. La hipótesis de Janzen-Connell explica la diversidad a escala de toda la comunidad, pero la mayoría de los estudios sólo han analizado una única especie o una región localizada. La mayoría de los estudios no prueban la predicción de la diversidad ni determinan las causas de los patrones consistentes con los efectos Janzen-Connell. Como señaló Wright (2002), "las mediciones de campo sólo demuestran que existen diferencias de nicho, efectos Janzen-Connell y dependencia negativa de la densidad. Las implicaciones para la coexistencia de especies y la diversidad de plantas siguen siendo conjeturales".[6]
2. Si bien estos depredadores específicos del hospedante pueden desempeñar un papel clave como especie, ya que posiblemente ayuden a evitar que competidores superiores de árboles monopolicen un área, ningún estudio ha examinado aún la riqueza y abundancia de especies después de eliminar enemigos naturales, lo que crea una brecha en la investigación que respalda la hipótesis.[3]
3. La diversidad puede mantenerse, al menos en parte, mediante brotes episódicos de plagas especializadas, que pueden reducir la supervivencia, el crecimiento y el éxito reproductivo de los adultos de una especie cuando están particularmente agrupados. Por lo tanto, la depredación especializada también afecta la densidad de adultos, más que sólo la de juveniles, estos últimos han sido el foco de los esfuerzos de investigación.[3]
4. Es posible que las enfermedades y la depredación sólo afecten la densidad general, en lugar de afectar regiones localizadas alrededor de los adultos únicamente.[3]
5. Los trabajos teóricos han sugerido que los depredadores que responden a la distancia son menos capaces de promover la coexistencia que los depredadores equivalentes que no responden a la distancia.[7]
6. Muchos estudios empíricos han demostrado que pocos enemigos naturales son especialistas en hospedadores específicos,[8] como afirmaba la hipótesis original. Sin embargo, trabajos teóricos han sugerido que los depredadores pueden tener dietas más amplias siempre que sean más dañinos para su huésped primario que otras especies.[9]
7. Las respuestas de los depredadores dependientes de la densidad pueden no estar restringidas a un solo nivel trófico y, cuando interactúan múltiples niveles tróficos, los efectos Janzen-Connell pueden anularse. Este es un ejemplo de "el enemigo de mi enemigo es mi amigo" y se ha demostrado que el potencial de los insectos específicos del hospedador para inducir una dependencia de densidad negativa en las poblaciones de plantas puede verse severamente limitado cuando los enemigos naturales de los depredadores de semillas también responden a la densidad.[10]

## Investigación que prueba la hipótesis
Muchas pruebas de la hipótesis de Janzen-Connell se centran en si la supervivencia de las semillas o plántulas es menor cuando están más cerca de un árbol conespecífico (de la misma especie) (dependencia de la distancia) o cuando las semillas o plántulas están más cerca de semillas o plántulas de la misma especie (dependencia de la densidad), en lugar de probar la prevalencia o las tasas de ataque de los enemigos naturales de forma explícita. Menos estudios evalúan la implicación geográfica de que los efectos Janzen-Connell sean más fuertes en los trópicos.

### Apoyo a la investigación
Se han realizado numerosos estudios diseñados para probar las predicciones de esta hipótesis en entornos tropicales y otros. Los estudios que han apoyado la hipótesis de Janzen-Connell incluyen:
- Un estudio de 2010 sobre ocho especies de árboles en Panamá encontró evidencia de fuertes efectos Janzen-Connell. Las plántulas tendieron a tener peores resultados cuando se cultivaron con microorganismos del suelo de su misma especie o cuando se cultivaron en el campo bajo su propia especie, en comparación con cuando se cultivaron bajo otras especies. Los autores atribuyeron estos efectos a los microorganismos del suelo.[12]
- Un estudio de 2008 en pastizales mostró que las plagas transmitidas por el suelo creaban una retroalimentación muy similar al efecto Janzen-Connell, lo que respalda la hipótesis como impulsor de la diversidad en los ecosistemas templados. Este estudio sugiere que el mecanismo de depredador/densidad que promueve la diversidad de especies no se limita a los bosques tropicales únicamente, aun cuando los ecosistemas tropicales tienen la mayor diversidad. Esto apoya la hipótesis como mecanismo de diversidad, pero no como explicación de los gradientes latitudinales en la diversidad de especies.[13]
- Un examen de datos espaciales de 24 plantas leñosas de la selva tropical mostró dependencia de la densidad o de la distancia en la descendencia de las plantas, lo que respalda la hipótesis. Sin embargo, en algunos casos también se sugirieron otros factores causales como la alelopatía.[14]
- En otro estudio de campo en Panamá, este realizado siguiendo la supervivencia de plántulas de árboles de bosques tropicales, Comita et al.[15] encontraron que las plántulas generalmente experimentaban efectos negativos dependientes de la densidad más fuertes de los vecinos de su propia especie que de los de otras especies, en consonancia con la hipótesis de Janzen-Connell. Descubrieron que estos efectos eran más fuertes en especies raras, lo que sugiere que los efectos Janzen-Connell podrían contribuir a su rareza, pero un nuevo análisis sugirió que estas diferencias entre especies eran un artefacto estadístico.[16]

### Investigación disidente
Estudios que cuestionan la hipótesis de Janzen-Connell:
- Un metaanálisis de 2021 de pruebas experimentales sobre los efectos Janzen-Connell[11] encontró evidencia sólida de dependencia de densidad negativa entre individuos conespecíficos para las plántulas pero no para las semillas, y ningún aumento de estos efectos hacia latitudes más bajas.
- Hyatt et al. examinaron la hipótesis en varias especies de árboles (en lugar de centrarse en los efectos sobre una sola) y no encontraron respaldo para la dependencia de la distancia de la hipótesis y concluyeron que la hipótesis de Janzen-Connell no era un mecanismo de diversidad. Sin embargo, descubrieron que en entornos templados la distancia de los padres reducía la supervivencia. Sin embargo, en entornos tropicales hubo una ligera correlación positiva entre la capacidad competitiva mejorada de las semillas y la distancia con respecto a los padres.[17] Estos hallazgos fueron cuestionados posteriormente: utilizando datos adicionales y técnicas estadísticas ligeramente diferentes, Comita et al.[15] demostraron que había evidencia sólida de dependencia de la distancia en la etapa de plántula, pero no en la etapa de semilla.
- Un estudio realizado en 1994 por Burkey descubrió que la depredación de semillas no seguía un patrón que apoyara la hipótesis de Janzen-Connell a lo largo de una escala significativa. Las semillas que se encontraban a menos de un metro del tronco fueron altamente depredadas. Sin embargo, las semillas alcanzaron su máxima densidad mientras aún estaban bajo el dosel de su planta madre. Los autores concluyeron que la depredación de semillas no siguió la hipótesis de Janzen-Connell.[18]

## Conclusiones actuales y futuras investigaciones
Es complicado sacar conclusiones respecto de la exactitud de la hipótesis de Janzen-Connell, ya que es difícil de refutar. Esto se debe a que:
- La depredación intensa puede hacer que algunas especies sean raras y estén muy espaciadas, y estas especies también pueden ser los mejores competidores (aunque no está claro por qué este sería el caso). De ser así, es muy probable que estas especies formen agregaciones densas que reducirían la diversidad en áreas locales. Pero debido a su rareza o a la creencia de que las especies raras no están reguladas por la dependencia de la densidad, estas especies pueden ser las que tengan menos probabilidades de ser estudiadas.
- Esto significa que el hecho de no encontrar efectos Janzen-Connell para lo que podrían ser cientos de especies de árboles no rechaza la hipótesis, ya que los ecologistas están pasando por alto las pocas especies clave en las que sí se aplica. Sin embargo, los hallazgos discrepantes reducen la importancia de la hipótesis para explicar la coexistencia general de varias especies.[3]
  - Por ejemplo, Hyatt et al. (2003) encontraron que había "casos individuales de conformidad con la hipótesis",[17] que es todo lo que se necesita para que la hipótesis funcione si los casos específicos representan especies de árboles que son excelentes competidores, altamente tolerantes a la sombra, generalistas del hábitat o alguna combinación de estos rasgos que permitirían a estas especies dominar el ecosistema.[3]

Es probable que una serie de mecanismos favorezcan la coexistencia de especies similares y, por ende, provoquen la biodiversidad en los ecosistemas. Es posible que la hipótesis de Janzen-Connell sea aplicable sólo a algunas especies dependiendo de sus características. La hipótesis también puede verse afectada por el tipo de depredador o patógeno, ya que investigaciones preliminares han demostrado que la hipótesis es verdadera solo cuando los depredadores específicos del huésped tienen una movilidad limitada con un rango menor que el rango de dispersión de las semillas.